# Фуэго, Луз дель

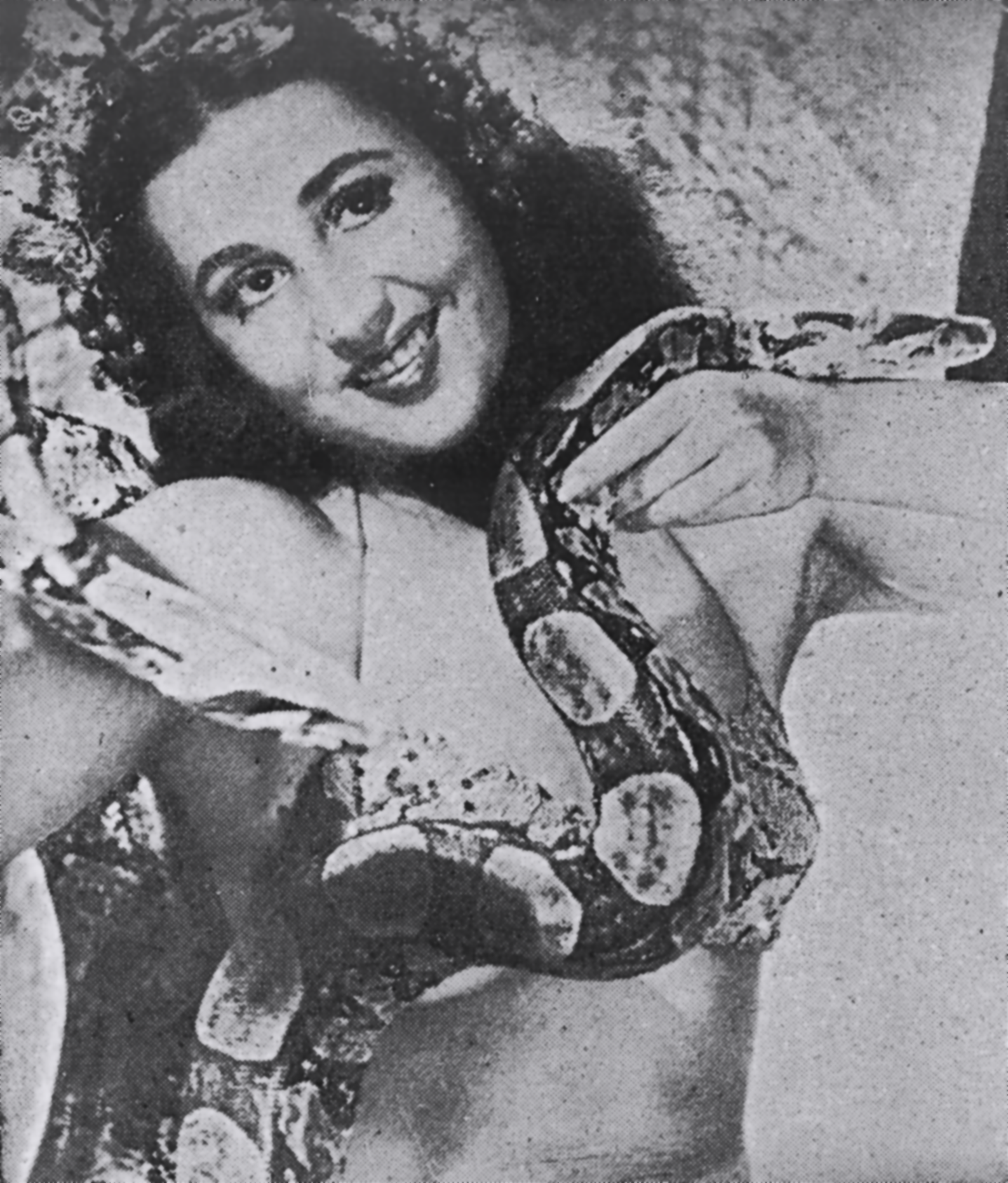
Луз дель Фуэго, ок. 1946 г.

Луз дель Фуэго (порт. Luz del Fuego; урождённая Дора Виваква (порт. Dora Vivacqua); ранний сценический псевдоним Луз Дивина (порт. Luz Divina); 21 февраля 1917 — 19 июля 1967) — бразильская феминистка, балерина, натуристка и стриптизёрша, выступавшая с живыми змеями. Чувствуя себя комфортно обнажённой, она обвивалась питонами вокруг своего тела, приобретя известность в своё время.

## Биография
Дора Виваква родилась в Кашуэйру-ди-Итапемирине (штат Эспириту-Санту), она была 15-м ребёнком в семье итальянских иммигрантов Антонио и Этельвины Виваквы. Её брат Аттилиу Виваква стал сенатором. В 1930-х годах она была госпитализирована в Белу-Оризонти на два месяца из-за того, что её родители сочли её поведение шизофреническим. После освобождения оттуда Дора переехала на одну из ферм своего брата. Там она напала на своего брата, наложила виноградные лозы себе на грудь и лобок и носила на себе двух виноградных змей. Её снова госпитализировали, на этот раз в Рио-де-Жанейро.

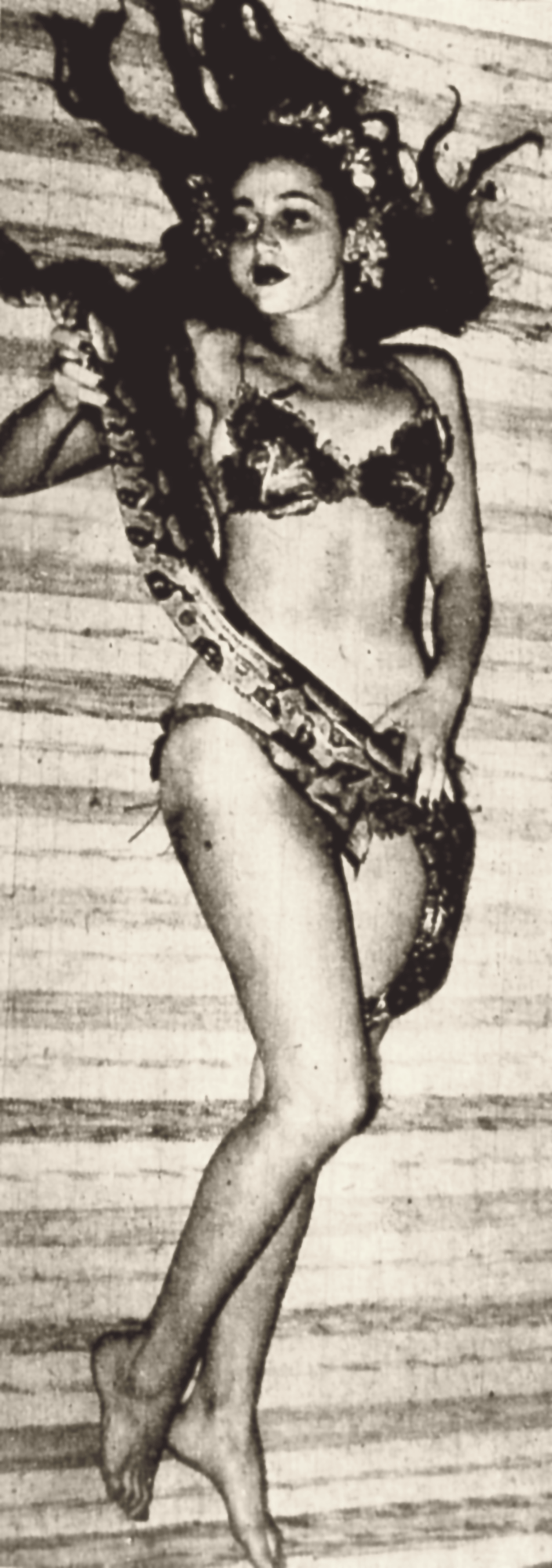
Луз дель Фуэго, 1944 год.

В 1944 году она начала выступать в качестве танцовщицы под сценическим псевдонимом «Луз Дивина», изменив его на Луз дель Фуэго в 1947 году, так называлась губная помада, продававшаяся в Аргентине. В 1946 году она снялась в фильме Франца Эйкхорна «На трамплине жизни» (порт. No Trampolim da Vida), а в следующем году появилась в аргентинско-бразильской совместной киноленте режиссёра Луиса Мольи Барта «Не говори мне прощай» (порт. Não Me Digas Adeus). В 1948 году Луз дель Фуэго снялась в музыкальной комедии Моасира Фенелона «Пыль звёзд» (порт. Poeira de Estrelas) вместе с Лурдиньей Биттенкур и Эмилиньей Борбой, а также исполнила роль в музыкальной комедии Мануэла Жорже и Элио Тиса «Танцующие кариоки» (порт. Folias Cariocas).
На Илья-ду-Соле (Острове Солнца) Луз дель Фуэго организовала первый нудистский клуб в Бразилии — «Бразильский натуристский клуб». В начале 1950-х годов она основала политическую партию под названием Бразильская натуристская партия и баллотировалась в Национальный конгресс от неё. Она проиграла выборы, поскольку её брат Аттилио воспрепятствовал официальному учреждению партии. В 1956 году она снялась в фильме Курта Сиодмака «Куруку, чудовище из Амазонии», который снимался в сельской местности Аргентины, а в 1959 году снялась в комедии Аля Гиу «Есть с ложки» (порт. Comendo de Colher). Дель Фуэго сыграла последнюю свою кинороль в фильме Роберта Дэя «Тарзан и Великая река» 1967 года, не будучи указанной в титрах. В том же году она была убита рыбаком, которому она пригрозила судом за чрезмерный вылов рыбы.

## Память
Её судьба легла в основу фильма 1982 года «Луз дель Фуэго» (порт. Luz del Fuego) режиссёра Давида Невеса с Луселией Сантус в главной роли. В ноябре 2013 года утерянный документальный фильм под названием «Одинокая дикарка» (A Nativa Solitária) был обнаружен сотрудниками Государственного архива Эспириту-Санто и восстановлен ими же. Высоко оценивая её смелость в противостоянии предрассудкам своего времени в отношении наготы, а также за её роль в создании первого нудистского клуба в Бразилии, её день рождения, 21 февраля, бразильские натуристы помнят и отмечают как «День натуризма».